# Waterproof (Louisiane)
Waterproof est une ville de la paroisse des Tensas, dans l'État de Louisiane, aux États-Unis. En 2020, elle compte une population de 541 habitants.

## Démographie
Lors du recensement de 2010, la ville comptait une population de 688 habitants, tandis qu'en 2020, elle s'élève à 541 habitants.